# Umbrele (Babylon 5)
Umbrele (din limba engleză - Shadows) reprezintă o specie extraterestră fictivă din serialul de televiziune științifico-fantastic Babylon 5. Lumea lor de origine este Z'ha'dum, deși acest lucru este incert, iar ei au fost a doua rasă dintre Primii (First Ones) care au fost descoperiți și crescuți de Lorien, prima ființă din galaxie (Primul dintre Primii, "First One"). Spre deosebire de Vorloni, a căror filozofie este reprezentată de întrebarea „Cine ești?”, cea a Umbrelor este reprezentată de întrebarea „Ce vrei?”, întrebare care se concentrează către dorință și nu către identitate. Întrebarea „Ce vrei?” este pusă de reprezentantul Umbrelor, domnul Morden, ambasadorilor de pe Babylon 5. J. Michael Straczynski, creatorul emisiunii, a explicat odată că a ales numele „Umbre” datorită sensului pe care îl reprezintă în psihologia analitică.

## Fiziologie

Câteva umbre îl înconjoară pe domnul Morden

O umbră este o ființă fără corp care, atunci când se manifestă într-un mod vizibil privitorului, apare sub forma unui exoschelet negru-violet, similar în formă cu o mantisă, cu spini pe umeri, un cap. Partea din spate este susținută de mai multe perechi de picioare. Picioarele lor seamănă cu cele ale unui păianjen, deși fiecare umbră are șase picioare în loc de opt. Umbrele au paisprezece „ochi” care arată adevărata lor formă, per total împărțiți în patru grupuri. Două seturi de trei „ochi” sunt aranjate înclinate în sus și două seturi de patru „ochi” sunt aranjate pentru a se alinia perfect sub primele seturi. 
Limba vorbită a umbrelor este o serie rapidă de explozii și ciripituri de înaltă frecvență, precum sunetele scoase de un greier sau de o lăcustă. Potrivit unuia dintre emisarii lor umani, endonimul umbrelor are o lungime de zece mii de litere și este nepronunțabil de mulți; dar această informație poate fi pur și simplu o minciună pentru a evita dezvăluirea numelui lor real. 
Descrierile detaliate sunt rare, datorită capacității lor de a se ascunde în lungimea de undă vizuală a luminii. Astfel, ei sunt rareori văzuți, cu excepția unor siluete ca niște umbre, asemănătoare mirajului, care pot fi văzute de telepați, de cei care folosesc dispozitive de îmbunătățire vizuală sau când entitatea alege să se dezvăluie parțial sau integral. Alte manifestări iau forma celor trei perechi de ochii strălucitori portocalii, de obicei, ca o imagine simbolică în cadrul unei viziuni telepatice sau în vis. 
Umbrele foarte rar se angajează într-o luptă corp la corp pentru a-și îndeplini obiectivele, bazându-se în schimb pe invizibilitate, manevre și manipulări din culise și pe tehnologia lor. Cu toate acestea, Umbrele sunt vulnerabile la armele cu putere energetică mare, așa cum s-a demonstrat atunci când cei doi paznici-Umbre care îl flanchează pe domnul Morden sunt țintiți de focul de armă cu particule al gardienilor-Centauri și sunt uciși probabil în explozia nucleară de pe insula Umbrelor de pe planeta Centauri Prime. 

## Z'Ha'Dum
Z'ha'dum este lumea de origine a umbrelor. Nimeni nu pleacă de acolo la fel cum a ajuns. - Delenn
Dacă te duci pe Z'ha'dum, vei muri. — Kosh către John Sheridan
În universul fictiv Babylon 5, Z'ha'dum a fost o lume extrem de importantă pentru speciile antice, misterioase, cunoscute sub numele de Umbre. Deși este o lume distrusă și devastată, din care Umbrele au plecat de eoni, ele continuau să se întoarcă din respect pentru Lorien — primul dintre Primi — care a locuit de multă vreme pe planetă. 
Din cauza prezenței lor periodice pe Z'ha'dum, planeta este adesea presupusă a fi lumea de origine a Umbrelor, dar nu se știe dacă speciile au provenit de fapt de acolo sau dacă importanța sa pentru acestea este centrată strict pe Lorien. Înainte de a suferi schimbările genetice fundamentale pentru a deveni mai umană, Delenn confirmă împreună cu Kosh că Umbrele s-au reîntors pe Z'ha'dum, ceea ce înseamnă că specia are baza în altă parte atunci când nu se pregătește activ să lanseze unul dintre războaiele lor periodice. Se pare că există mai multe locuri de putere pentru Umbre și adepții lor. Potrivit ambasadorului Markab-ian Fashar: „Când întunericul a fost învins cu mult timp în urmă, [ei] s-au împrăștiat, s-au ascuns în locuri secrete”.
Potrivit soției lui John Sheridan, Anna Sheridan în episodul  „Z'ha'dum” (S3, E22), Umbrele credeau că vor muri dacă vreun Vorlon ar atinge planeta Z’ha'dum. Nu se știe dacă acest lucru este adevărat, o prezicere a acțiunilor lui Sheridan, doar o veche superstiție sau o modalitate de a separa și de a-l izola pe Sheridan. Mulți dintre ei au murit atunci când Sheridan a sosit cu o bucată din Kosh  în mintea sa și a detonat o pereche de focoase nucleare cu care el a făcut contrabandă în secret și le-a adus pe nava Steaua Albă (bazată parțial pe tehnologia Vorlon), totul într-un atac kamikaze pe Z’ha'dum. În plus, telepatia Lytei, sporită de Vorloni (și însămânțată genetic de Vorloni în primul rând) a declanșat ulterior distrugerea planetei Z'ha'dum (după ce primele rase au trecut dincolo de Marginea galaxiei și acoliții umbrelor au rămas pe planetă pe care au părăsit-o apoi cu un ultim convoi de nave). Cu toate acestea, nu este clar dacă sondarea ei telepatică a planetei Z'ha'dum doar a alarmat locuitorii rămași, care apoi au pus dispozitive de autodistrugere și au fugit sau dacă sondarea telepatică sporită de Vorloni a declanșat cumva automat distrugerea planetei.  

## Istorie

### Înainte de istoria scrisă
În serial, se presupune că Umbrele au evoluat din creaturi artropode. Nu se știe prea multe despre cum istoria evolutivă a Umbrelor. 
Așa cum s-a spus în Trilogia de cărți Technomage, Umbrele și Vorlonii sunt ambele creaturi de lumină. Umbrele preferă un aspect mai „coborât pe pământ”, spre deosebire de Vorloni care, din cauza generațiilor de manipulare genetică, sunt percepute ca îngeri în legendele religioase ale raselor care îi văd. 
Unele înregistrări indică faptul că umbrele au obținut prima dată capacitatea de a călători prin hiperspațiu cu peste 100 de milioane de ani în urmă, poate mai devreme. În jurul acestei perioade, Umbrele au devenit, de asemenea, o mare putere galactică, explorând universul și făcând contact cu rase extraterestre. Prima dintre aceste rase a fost cea a ființei Lorien, care a fost primul dintre Primii. 
Umbrele au purtat multe războaie cu alte puteri antice, inclusiv Vorloni, Walkeri și multe altele. Motivul acestor războaie este că acest ciclu de înfrângere și adaptare a pus bazele ideologiei „umbrelor” de „facilitare a supraviețuirii celor mai potriviți”,  ideologie pe care ulterior au pus-o în aplicare asupra raselor tinere. 

### Acum 10.000 de ani
Milioane de ani mai târziu, multe rase mai tinere au început să evolueze pe mii de lumi, iar Primii au realizat că pentru ca acești noi simțitori să reușească, vechile rase vor trebui să meargă mai departe. Astfel, mulți dintre cei dintâi s-au deplasat dincolo de marginea galactică, pentru a explora golul vast dintre galaxii și poate pentru a explora numeroasele alte galaxii din univers. Câțiva dintre cei dintâi au decis să rămână în urmă și să aibă grijă de rasele tinere până când acestea ar fi fost capabile să-și controleze propriul destin. Îngrijitorii primari au fost Vorlonii și, destul de surprinzător, Umbrele. 
La început a existat un echilibru între cele două părți. Una dintre părți a încălcat apoi acordul. Cine anume nu se știe. Umbrele susțin că Vorlonii au rupt echilibrul atunci când au început să facă modificări raselor la nivel genetic, în efortul de a face ca rasele tinere să evolueze mai mult ca Vorlonii; ceea ce de fapt au și făcut Vorlonii. Cu toate acestea, așa cum s-a menționat anterior, nu se știe dacă acesta a fost primul act care a rupt  echilibrul. Vorlonii au manipulat rasele tinere pentru a-i vedea drept creaturi angelice, folosindu-și abilitățile telepatice pentru a-și proteja adevărata formă de ființele pe care le-au manipulat. 
Umbrele și Vorlonii au început să se lupte între ei, iar cei care au încercat să medieze, precum Walkerii de pe Sigma 957, au părăsit conflictul. 
De-a lungul secolelor care au trecut, războaiele dintre Umbre și Vorloni au persistat. La un moment dat, care este necunoscut, au decis ca rasele tinere de care au avut grijă să se lupte între ele pentru ei, în efortul de a demonstra care parte ar avea dreptate. Acest lucru a dus la ultimul Război al Umbrelor  înainte de perioada în care are loc serialul de televiziune Babylon 5. 

### Circa 1260
În jurul anului terestru 1260, penultimul Război al Umbrelor a făcut ravagii printre Umbre și forțele combinate ale Vorlonilor, Minbari și alte alte rase mai tinere aliate cu Vorlonii. Lumea-mamă, primitivă și agrară, a Narnilor a fost ocupată de Umbre, iar planeta a devenit o zonă de activități de manipulare ale Umbrelor. Umbrele nu aveau niciun interes pentru planeta și rasa Narn în acea vreme. 
Cumva, telepații Narn au aflat că sunt în stare să rănească navelor Umbrelor și este posibil să fi început operațiuni de gherilă împotriva Umbrelor. Printr-un mecanism necunoscut, Umbrele au omorât toți telepații Narn aflați la vârsta reproducerii, pentru a împiedica ca rasa Narn să reziste umbrelor, dar telepații supraviețuitori, conduși de G'Quan, au fost capabili să alunge Umbrele de pe planetă. 
Dându-și seama că războiul a fost pierdut, Umbrele au însămânțat sute de lumi din întreaga galaxie cu navele lor, astfel încât forțele lor nu au putut fi șterse într-un singur atac, întrucât nici Vorlonii nu le-au putut găsi niciodată pe toate. S-au retras apoi și s-au ascuns, intrând într-o stare de hibernare. 

### Anul 2259
În 2259, au existat rapoarte în creștere despre o navă neagră, ca un păianjen, întâlnită în hiperspațiu, care a provocat o teamă întunecată tuturor celor care o priveau. Între timp, ambasadorul de pe Narn G'Kar și-a dat seama că aceste nave erau cele descrise în scrierile antice ale filosofului G'Quan, care povesteau despre un mare inamic care s-a ridicat la putere cu o mie de ani în trecut. Cunoscute sub numele de Umbre, ele s-au răspândit din lumea lor de origine Z'ha'dum pentru a rivaliza cu stelele în sine: 
"Și Duhul Întunericului s-a mișcat asupra țării. A urlat în visele plimbătorilor prin minte; și au căzut, distruse de către copiii lor și de copiii copiilor lor. Atunci întunericul a venit pe Narn până când a fost izgonit de G'Quan și de ultimii dintre plimbătorii supraviețuitori."
Textul este însoțit de imagini ale navei negre și se termină cu o notă: 
"Există un întuneric mai mare decât cel cu care luptăm. Este întunericul sufletului care și-a pierdut drumul. Mai mare decât moartea cărnii este moartea speranței, moartea viselor. Împotriva acestui dușman nu putem să ne predăm niciodată."

### Anul 2260
La sfârșitul anului 2260, căpitanul John Sheridan a fost invitat pe Z'ha'dum pentru o întâlnire cu Umbrele. Umbrele voiau cu disperare să-l aducă pe Sheridan de partea lor, pentru că, dacă l-ar ucide, (așa cum experiența le-a demonstrat) altcineva pur și simplu i-ar lua locul în conducerea alianței contra Umbrelor. 
Sheridan s-a dus pe planeta Z'ha'dum, dar negocierile au eșuat, iar el a sărit într-o prăpastie, de doi kilometri adâncime, pentru a nu fi prins, odată confirmată suspiciunea că a fost condus într-o capcană. 
Înainte de a face acest lucru, el a pilotat de la distanță nava sa, Steaua Albă, pentru a se prăbuși în capitala Umbrelor, pe care o vizita. Steaua Albă transporta două bombe nucleare în compartimentul său de marfă, fiecare cu o putere de peste 500 de megatone. (Cea mai puternică bombă nucleară reală care a fost detonată de oameni a fost bomba țarului, care a avut un randament de 50 de megatone.) 
Câteva secunde după ce Sheridan a sărit în prăpastie, Steaua Albă s-a prăbușit în oraș și armele nucleare au fost detonate. Atât Steaua Albă, cât și orașul au fost distruse. Craterul rămas din explozie era de dimensiunea unei țări mari de pe Pământ și era clar vizibil din spațiul cosmic. 

### Anul 2261
Explozia de pe Z'ha'dum a distrus cel mai mare oraș al Umbrelor, aruncându-le în haos și forțându-le să se regrupeze. Au plecat apoi să caute ajutor din afară și au forțat Republica Centauri să adăpostească o flotă a navelor lor pe Centauri Prime, pe o insulă izolată a planetei. 
În Bătălia de la Coriana 6, cel de-al doilea Război al  Umbrelor s-a încheiat când John Sheridan de pe Pământ și Delenn de pe Minbari s-au confruntat cu Umbrele și cu Vorlonii și i-au anunțat că nu vor mai fi pioni ai luptei lor filozofice. Când marea coaliție împotriva lor a început să se jertfească împotriva încercărilor Umbrelor de a le ucide liderii, au recunoscut în cele din urmă că conflictul lor era acum sfârșit. Cu acea concesiune, Umbrele și Vorlonii au trecut dincolo de marginea galactică, însoțiți de prima ființă, Lorien. Cu toate acestea, slujitorii lor, Drakh și câțiva alții au rămas în urmă și au păstrat tehnologia avansată și filozofia agresivă a umbrelor. 
Sheridan, împreună cu Alfred Bester și Lyta Alexander, s-au întors pe Z'ha'dum la începutul anului 2261 în căutarea unei tehnologii pentru ca piloții telepați folosiți de Umbre să-și revină. Vizita a dus la autodistrugerea planetei, fără a lăsa nimic în urmă — cu excepția a ceea ce Drakh și alți aliați ai Umbrelor au luat cu ei în mare grabă în convoiul care părăsea planeta. 
Drakh nu este singura rasă care a lucrat pentru Umbre.  Odată cu distrugerea Z'ha'dum, ființele care au servit în mod fidel Umbrele de-a lungul secolelor au rămas fără adăpost. Acum acești trădători au căutat să devină ei înșiși maeștri ai haosului și să se răzbune pentru plecarea Umbrelor din galaxie. Astfel, moștenirea și amenințarea Umbrelor a rămas. 

## Alianțe și agenți
- Drakh
- Republica Centauri
- Londo Mollari
- Domnul Morden

## Nave
Navele spațiale ale Umbrelor sunt notabile pentru spirele / spiralele și culoarea lor întunecată. Navele de război din linia principală seamănă cu scorpioni enormi; acestea poartă numeroase mici nave de luptă. Mai puțin văzute sunt navele de recunoaștere / de susținere ale flotei, de mărimea Stelei Albe, cu toate spiralele încovoiate în față. Când aliații umani au încorporat aceste spirale în propriile lor nave-mamă, au devenit capabili să blocheze armele de pe navele Minbari, ceea ce sugerează că spiralele servesc ca senzori. Navele mici aruncă bile de energie ca armament, în timp ce navele mai mari folosesc raze care taie orice. Fiecare navă-mamă a Umbrelor are o ființă simțitoare ca unitate centrală de procesare (CPU). Acest lucru îi conferă un control și o manevrabilitate incredibilă, dar lasă nava vulnerabilă la paralizie în urma atacului telepatic, pe care Umbrele încearcă să-l contracareze prin instalarea telepaților în centrul navelor lor. Spre deosebire de navele convenționale, navele Umbrelor nu formează „Puncte de salt” pentru a intra în hiperspațiu, deși au rachete care pot perturba fatal punctele de trecere ale altor nave. În schimb, ele alunecă direct în hiperspațiu. 
Norul Morții este versiunea Umbrelor a unei nave distrugătoare de planete. În loc să fie o navă în sine, este văzută ca un nor negru masiv în spațiu. „Norul” reprezintă  de fapt nenumărați naniți care înconjoară o masivă rețea interconectată. Aceste grile  conțin funcțiile de comandă și de control, armele etc. ale Norului Morții, precum și lansatoare de rachete. Când Norul Morții atacă o planetă, rachetele se aprind pe planetă, apoi se duc sub suprafață, provocând tulburări tectonice semnificative prin detonarea de ordinul a zeci de mii de megatone, ceea ce duce la moartea întregii vieți de pe respectiva planeta. Naniții coboară apoi pe planetă, consumând toate resursele necesare pentru întreținerea, repararea și reîncărcarea resurselor Norului Morții, ceea ce face complet pustie suprafața planetei. Naniții absorb toate eforturile de a scana norul și răcesc zona locală a spațiului până la zero absolut. Orice tehnologie captivă în interior începe să se oprească din cauza frigului extrem. La Vorloni, echivalentul Norului Morții este nava Eclipsă (Eclipse Planet Killers).
Agenții din cărțile de joc RPG menționează că Umbrele cu mult timp în urmă își pilotau propriile nave, dar au renunțat la practică, probabil, datorită numărului lor limitat. În schimb, au folosit membrii raselor tinere drept carne de tun, lucru care a făcut posibil ca navele lor de război să fie dezvoltate mai repede. 

## Tehnologie
Umbrele au dezvoltat multe alte arme de război, inclusiv viruși mortali prin bioinginerie și o punte de inteligență artificială capabilă să opereze o navă în locul unui echipaj normal. Aceste arme au fost preluate de Drakh în urma plecării Umbrelor din galaxie. Nu se știe ce alte orori ar fi putut lăsa Umbrele în urmă. Umbrele ar fi putut, de asemenea, să creeze un punct special de salt denumit câmp nul, care apare ca o gaură neagră și care stabilește o conexiune instantanee între două puncte. Au fost, de asemenea, creatorii unei bio-boli care a folosit naniți (mașini moleculare) pentru a distruge complet specii întregi. 
Este posibil ca Umbrele să fi creat tehnologia care le conferă tehnomagilor puterile lor (făcându-i cyborgi). Se pare că tehnomagii au fost dezvoltați împotriva telepaților Vorlonilor, dar tehnomagii au aflat despre asta și s-au revoltat, deși au fost făcute încercări de multe ori pentru a-i atrage înapoi în rândurile Umbrelor. 